# Salka (okres Nové Zámky)
Salka (maďarsky Szalka) je obec na Slovensku v okrese Nové Zámky. Žije v ní 983 obyvatel. Je zde základní škola s mateřskou školou s vyučovacím jazykem maďarským.

## Historie
Obec byla osídlená v neolitu. Archeologické nálezy dokládají mimo jiné, že zde bylo sídliště badenské kultury, sídliště z římského období (2. století) a pohřebiště a sídliště belobrdské kultury z 10. století. Další nálezy pocházejí z doby bronzové.
První písemná zmínka o vesnici pochází roku 1156, kde je uváděná jako Zalka, kdy sem byla přeložena solná mýta z obce Nána a Štúrovo. Od roku 1261 do roku 1848 náležela pod Ostřihomskou kapitulu. V roce 1544 byli u obce poraženi Turci vojsky Ference Nyáryho. V roce 1664 v obci bylo 136 domácností. V roce 1715 byl v obci mlýn, vinice a 57 domácností. V roce 1754 obec obdržela od císařovny Marie Terezie výsadu trhového práva. V roce 1828 zde žilo 1173 obyvatel v 195 domech. V období 1938–1945 byla připojena k Maďarsku.
Hlavní obživou bylo zemědělství, vinohradnictví a chov dobytka.

## Přírodní poměry
Obec leží na pravém břehu řeky Ipeľ v Ipeľské pahorkatině. Východní část území je tvořena nivami. Nadmořská výška území se pohybuje v rozmezí 108 až 288 metrů, střed obce je ve výšce 110 metrů. Akátové a dubové porosty se nacházejí na vyšších terasách pahorkatiny v západní části území. Terasy a hřebeny pahorkatiny jsou tvořeny neogenními mořskými uloženinami s vysokou vrstvou spraše. V obci se nachází přírodní rezervace Sovie vinohrady s výskytem teplomilných rostlin.
Obec sousedí na severu s obcemi Malé Kosihy a Sikenička, na východě s Maďarskem, na jihu s obcemi Leľa, Bajtava a Kmenica nad Hronom a na západě s obcemi Kamenín a Pavlová.
Skalka Horný Chotár sousedí na severu s obcí Pastovce, na východě s Maďarskem, na jihu s obcí Malé Kosihy a na západě s obcemi Sikenička a Zalaba.

## Pamětihodnosti
V obci je římskokatolický barokní farní kostel Nanebevzetí Panny Marie z roku 1700.
Kostel náleží pod římskokatolickou farnost Salka, děkanát Štúrovo, diecéze nitranské.